# Capiuterilepis naja
Espèce
Synonymes
- Taenia naja Dujardin, 1845

Capiuterilepis naja est une espèce de cestodes de la famille des Hymenolepididae.

## Systématique
L'espèce Capiuterilepis naja a été initialement créée par Félix Dujardin sous le protonyme de Taenia naja et sur la base de spécimens provenant de quatre sittelles torchepots et d'un grimpereau des bois provenant des environs de Rennes.
Cette espèce n'est pas traitée dans la classification de Hallan, où le genre Capiuterilepis est considéré comme synonyme de Microsomacanthus.

## Description
Dans sa description, Dujardin indique que la longueur de cette espèce est de 10 à 30 mm pour une largeur de 0,7 à 1 mm.

## Publication originale
- Félix Dujardin, Histoire naturelle des helminthes ou vers intestinaux (œuvre écrite), Librairie encyclopédique de Roret, Paris, 1845, [lire en ligne].